# Luminița Pișcoran
Luminița Pișcoran (Brașov, 14 de marzo de 1988) es una deportista rumana que compite en biatlón. Ganó una medalla de oro en el Campeonato Europeo de Biatlón de 2015, en la prueba individual.

## Palmarés internacional
| Campeonato Europeo | Campeonato Europeo | Campeonato Europeo | Campeonato Europeo |
| Año                | Lugar              | Medalla            | Prueba             |
| ------------------ | ------------------ | ------------------ | ------------------ |
| 2015               | Otepää (Estonia)   | Medalla de oro     | Individual         |